# Ястрабська верховина
Ястрабська верховина (Jastrabská vrchovina) — гірський масив в Словаччині; геоморфологічна підодиниця масиву Кремницькі-Верхи. Найвища точка — гора Кремницький Штіт (1008 метрів).. Місце розташування — Банськобистрицький край.